# 出禁のモグラ
『出禁のモグラ』（できんのモグラ）は、江口夏実による日本の漫画作品。『モーニング』（講談社）にて、2021年19号から隔号で連載中。現代の下町を舞台にあの世から出禁をくらっている男・モグラを中心に非日常な物語が描かれる。
2025年7月時点で累計部数は100万部を突破している。
メディアミックスとして、2025年7月よりテレビアニメが放送中。

## あらすじ
大学生の真木と八重子はある夜、上空から落ちてきた広辞苑に頭をぶつけて大怪我をした男・モグラと出会う。逃走したモグラを追いかけた二人は抽斗通りに導かれる。モグラは自分の身の上を明かし、協力してほしいと頼む。幽霊が見えるようになった真木と八重子はモグラと共に様々な怪現象に巻き込まれていく。
以下は1巻以降に複数回（2話以上）に渡る長編のあらすじのみ記載。

### マギーくん編（2巻9話 - 12話）
真木のバイトする100円ショップに幽霊騒動が起こる。真木はモグラに相談し、猫附父子が出動。店には人間の幽霊の他、レッサーパンダのマギーくんが怯えていた。真木がマギーくんを庇うと、マギーくんは真木に取り憑き一体化してしまう。

### 姉妹編（2巻13話 - 17話）
真木は弟の梅晴から女友達のミヤの家で経験した出来事を相談される。モグラは真木家に赴き、ミヤは姉の麻耶を亡くしたあと伯父の言葉に傷ついていたと聞き、病院に走る。幽霊の麻耶は入院して衰弱していた伯父を取り殺そうとするが、モグラは鬼火で伯父を蘇生させ、麻耶を説得して成仏させる。

### 猫附夫人の占い編（3巻18話 - 21話）
ある日の下校中、詩魚は梗史郎につきまとい猫附家を訪れる。そこには偶然モグラもいた。梗史郎の母・杏子は来客を歓迎する。そこへ良家の主婦・小野坂桜良子が飛び込み、パニック状態で杏子に占ってほしいと迫る。梗史郎は桜良子に憑いた霊を祓い、モグラは家族に我慢をしていないかと問う。猫附家に残っていた麻耶は桜良子に取り憑き、帰宅した彼女の口を借りて夫や両親への不満をぶちまけさせる。初めて本音を口にした桜良子は平静を取り戻す。

### 島編（3巻22話 - 4巻35話）
民俗学のレポートに悩んでいた真木は八重子から故郷の島の人魚祭りを勧められる。真木はモグラや猫附一家と島に渡る。モグラたちは海で巨大な「人魚様」の霊を目撃。八重子は幼馴染の森の様子が一変していることに驚く。森は島を支配する鮫島一族に村八分にされ狂言自殺を繰り返していた。モグラは鮫島を脅しつけ、人魚様は猫附のイケブクロとナベシマに食べられる。モグラはかつて戦地で出会った八重子の曽祖父・雄八に再会し、戦国時代にもこの島に来たことを思い出す。

### 呪いのゲーム編（5巻37話 - 6巻50話）
Vtuber毒繭アケロンティアの生配信でゲーム「ブーギークラッシュ」の怪現象を聞いたモグラたちはさっそくゲームをプレイするが夢の中でゲームの世界に閉じ込められてしまう。ゲームをクリアするまでゲームの夢から逃れられない。モグラたちは上京していた森と共にゲームクリアを目指す。怪現象を起こしていたのは早逝したゲーム開発者アツシだったが、看守の浮雲の介入で全員現実世界に戻される。

### 夏祭り編（7巻56話 -　8巻66話）
抽斗通りを訪れた真木はお化けの祭りに迷い込み、狐に銀行預金を抜かれてしまう。モグラは金を取り戻すため狐に大勝負を挑む。勝利したモグラは狐をクダギツネにしようとするが、銭と名乗る少女が名乗り出てモグラと契約する。

### ワンダーランド編（8巻69話 - 10巻86話）
詩魚は少女の幽霊・川上フユミに憑かれて自宅の犬飼ビルに帰宅する。異変に気づいたモグラたちが駆けつけるとフユミの霊はビル全体を「不思議の国のアリス」のような幻影で覆ってしまう。モグラたちはビルを昇りフユミの過去を解きほぐす。

### 閑話クリスマス-正月（10巻87話 - 89話）
年の瀬も押し迫ってきた12月、モグラたちは犬飼家のクリスマスパーティに招待される。張り切ってプレゼントなどを用意するも肝心の礼服がないことを思いだし、サンタやトナカイに扮したバイトスタッフとして参加したが、恩返しに拘る犬飼父よりスーツ一式を贈られる。
正月となり、元日が誕生日という詩魚が餅つきを始めて、モグラも珍しく賑やかな正月を迎える。

## 登場人物
声の項はテレビアニメ版の声優。
モグラ / 百暗 桃弓木（もぐら ももゆき）
声 - 中村悠一
年齢不詳の男性。自称「仙人」。普通の人間には見えない抽斗通りの銭湯「もぐら湯」を住処としている。黒いパーカーの上に青い縞模様の筒袖の着物を着て、裾を尻ぱしょりにした姿で暮らす。あの世から出禁をくらっており「帰るために」あの世へ導く明かりとなる鬼火をカンテラに集めている。昭和の初期に戸籍を取ったことで徴兵されたため、現在は住民票を取っていない。そのため身分証明がいる正業に就くことが出来ないが、手先が器用で各種物品の修理や物の製作で収入を得ている。脚力も中々高く、自転車で70km/h出せる。
普段は真木や猫附家にたかることを躊躇しない図々しさだが、真木曰く「気味が悪い」と評されるレベルのお人好し。浮雲によれば、かつては「オオカムヅミの弓」とも呼ばれた神だが、罰を受けて現在は神ではない。そのため供え物である酒は呑めず、鏡餅など神前に供えた物も食えない。真の姿で放つ弓矢は怨霊を祓う力を持つ。

真木 栗顕（まぎ くりあき）
声 - 大河元気
21歳。八目大学文芸学科3年生。ボサボサ髪に眼鏡の冴えない大学生。いわゆる「陰キャ」だが児童文学論のゼミ長を押し付けられている。大怪我をしたモグラを放置できずに関わってから幽霊が見えるようになり、モグラの協力者となる。理路を立てて考えるたちで、モグラの人ならぬ奇妙さに気付いていく。
マギーくん
声 - 豊崎愛生
真木に取り憑いたレッサーパンダの霊。ビビリで、警戒心が強い。五目動物公園で飼育されていたが、死んだあと真木のバイト先である100円ショップに現れ、怪現象を起こす。猫附家のお祓いを逃れて真木の背後霊になり、眼鏡をかけた真木に似た姿になった。霊気を感じると両前足を上げて威嚇するポーズを取るので、幽霊探しに重宝される。
霊力がかなり強く、ポルターガイスト現象を起こすほか、真木に危機が迫るとバリアのようなものを張って真木と自分を守る。

桐原 八重子（きりはら やえこ）
声 - 藤井ゆきよ
20歳。真木と同じ大学の同級生。真木と一緒にモグラに遭遇して以来、真木と行動することが多い。小柄で大人っぽくない体型がコンプレックス。曽祖父が戦地でモグラに命を救われている。レッサーパンダ好きで「ブーギークラッシュ」のぶすくれレッサーのグッズを身に着けている。人魚の伝説がある離島出身。
犬飼 詩魚（いぬかい しお）
声 - 藤田茜
高校1年生。八重子と同じ喫茶店でバイトしている。八重子も羨む巨乳の美少女だが、大食いで筋力体力に優れている。勉強は苦手。霊に憑かれやすい体質だが、ずばぬけた健康体で霊障をはね返してしまうため、本人は気づいていない。またモグラと知り合っても霊を見ることができない。実家はフィットネスジムや警備会社を運営しており、家族そろってフィジカルエリート。ペットを多く飼っている。
猫附 梗史郎（ねこづく きょうしろう）
声 - 村瀬歩
高校3年生。詩魚と同じ高校に通う。祓い屋見習い。化け猫「ナベシマ」に憑かれており、ナベシマをあやつってお祓いをしている。猫附家は代々当主が化け猫憑きで、化け猫に栄養を取られるため基本的に虚弱で痩せっぽち。自分の一族が「モグラへの依存」で存続していることには苛立っており、寿命に関わること以外は自分で何とかしたいと考えている。
ナベシマ
梗史郎に憑く化け猫（♂）。悪霊を補食する。「自身がカッコイイ」のが行動原理。気難しく自身が目立たないとヘソを曲げる。胴が異様に長く伸び、離れた場所まで伸びることで見聞きした情報を梗史郎に伝えることもできる。

猫附 藤史郎（ねこづく とうしろう）
声 - 武内駿輔
梗史郎の父親。幻想小説作家で、八目大学の幻想文学論の教授。真木のゼミの顧問。代々化け猫憑きの猫附家の現当主で、家業として祓い屋を営む。化け猫「イケブクロ」憑き。曾祖父の桜史郎(後述)との関係から猫附家とモグラは浅からぬ縁があり、彼もモグラと腐れ縁に近い形で旧知である。彼もイケブクロに栄養を取られていて痩せているが、それを補う意味からかなりの大食い。1982年生まれの39歳。
イケブクロ
藤史郎に憑く化け猫（♀）。ナベシマよりも体躯は大きい。オンライン授業のカメラをのぞき込んだり、写真に写りこんだりとフリーダムな振る舞いをする。ナベシマ同様に悪霊を補食するが行動原理は食欲。

猫附 杏子（ねこづく きょうこ）
声 - 種﨑敦美
藤史郎の妻で梗史郎の母親。37歳。いつも明るく朗らかで、夫と息子に惜しみない愛情を注いでいる。モグラと関わっても霊感は全くないが、対面した人の未来らしき映像が閃くように視えることがある。常に栄養やカロリーが足りない夫や息子のために日々特盛の弁当や巨大なお菓子を作っている。
浮雲（うきぐも）
声 - 庄司宇芽香
抽斗通りで駄菓子屋「ぎろちん本舗」を経営する謎の美女。いつも穏やかに微笑んでいるが、ほとんど口をきかない。ゲーマーで駄菓子屋にも色々なゲームを入れている。実はモグラの「看守」であり、モグラを「囚人様（めしうどさま）」と呼ぶ。彼の危機（厳密には「この世で生きている」というモグラの刑を阻害する状況）には駆けつけ看守として介入する。モグラの肉体が破壊された際にはカンテラなどの持ち物と共に回収し、持ち物は整えた上で蘇生したモグラに届ける。遺体は49日供養した後に埋葬している。
「もぐら湯」も彼女の管理下でモグラに一室貸しているだけなのだが、2階を作業場として利用されている。
森 奏芽（もり かなめ）
八重子の高校時代の同級生。高校時代は美少年だったが、八重子がモグラたちと帰省したときは、父親が島を支配する一家の機嫌を損ねたことで、悪評を流され追い詰められて引きこもりになり、太っていた。モグラたちによって解決したのちにダイエットを達成して上京する。凄腕のゲーマーで「ブーギークラッシュ」の上位ランカー。推しのVチューバーは毒繭アケロンティア。モグラの紹介で見つけた事故物件にアケさんと一緒に暮らし、八重子のバイト先では女装して働く様になる。
毒繭アケロンティア（どくまゆ - ）
バーチャルYouTuber。キャラクターのモチーフはアケロンティアステュクス（メンガタスズメ）。通称アケさん。珍しい見た目とホラーゲームの実況などでコアな人気がある。「ブーギークラッシュ」の事件でモグラたちを助けた縁で、森の事故物件のアパートで幽霊除けを交換条件にして森のパソコンに住みついた。
熊谷 誠治（くまがい せいじ）
アケロンティアの中の人。48歳で亡くなった中年男性の幽霊。妻子を残して病死したあと、他人の使われていないパソコンに入り込んでVチューバーとして活動していたが、上記の事情で森のアパートに移った。生前の仕事の知識を活かし、ハッカーのような情報収集でモグラたちに協力する。
銭（ぜぜ）
妖狐の少女。オバケの集まる祭りで知り合い、モグラが入手した「クダ（管）」と契約して管狐となる。手のかかる子供だったため両親に捨てられ、親族の家で出会った「保護責任者」と呼ぶ狐に育てられた過去がある。保護責任者曰く、近年では珍しいオバケ向きな性格。保護責任者の上司（名前を聞けば大抵のヤツは知ってる大物）からも英才教育を受けている。

### その他の人物
藤村 優一（ふじむら ゆういち）
声 - 中村源太
第1話でモグラの頭に激突した広辞苑の持ち主。真木や八重子と同じゼミを取っている学生。文系なのに脳筋で陽キャ。本人に悪気はないが声が大きく押しが強いため、真木は苦手としている。健康体で霊障を受けない体質だが、担当教授の藤史郎のことは尊敬している。
神沼 清助（かみぬま きよすけ）
声 - マフィア梶田
真木がバイトしている100円ショップチェーン「100エンHOME八目店」の店長。43歳。スキンヘッドで渾名は「スケキヨ」。万引きに悩み、本社総務課の同期「金田」とのやりとりでたびたび激昂している苦労人。
猫附 桜史郎（ねこづく おうしろう）
声 - 堀江瞬
藤史郎の曾祖父（梗史郎にとっては高祖父）。故人。戦時中（当時23歳）にモグラと知り合い、雄八達を助けるのを見て、化け猫憑きの家系でことさら虚弱な息子（当時1歳だった藤史郎の祖父）を助けてもらう代わりに「（モグラの頼みなら）何でもする」と誓約してしまい、現在の関りの切っ掛けとなっている。なお、一族の当主は代々長生きは出来ないこともあって結婚が早い。桜史郎自身も30まで生きられるか危ぶんでいたが、モグラの助けで幾分かの延命を行い「それまでの当主」よりは長生きした。
真木 梅晴（まぎ うめはる）
真木の3つ下の弟で高校3年生。梗史郎のクラスメイト。兄と正反対の要領の良い陽キャで、女子との交友関係は広い。巨乳好き。
麻耶（マヤ）
梅晴の彼女の1人「美耶（ミヤ）」の年子の姉。父親似の妹に対して母親似の美形。8歳の頃に事故で亡くなったが、伯父の心無い一言に妹が傷ついたことを恨み、復讐するためこの世に幽霊として残っていた。モグラによって伯父への罪を犯さずに済んだため、成仏できるようになったが、お礼がしたいと猫附家に立ち寄り、桜良子の手助けをした。
小野坂 桜良子（このざか さくらこ）
猫附家の近所に住む女性。所謂「良家の奥様」だが、夫や実の両親からのモラハラを受け続け、さらに質の悪い霊たちとラッコの霊に憑りつかれていた。一時は新興宗教に入っていたが、杏子の予知で交通事故を避けられてからは、杏子に占ってほしいと何度もせがむようになっていた。モグラたちの手助けによって霊を祓われ、マヤによって溜め込んだ鬱憤を吐き出したことで落ち着く。
南無ちゃん（なむちゃん）
桜良子に憑いていたラッコの霊（♀）。貝や石ではなく数珠を持っている。五目水族館で飼育されていたが死んだ後、桜良子に憑き、彼女の頭痛の原因になっていた。梗史郎にナベシマをけしかけられるといち早く逃げのびる。その後はスケキヨ店長に憑いている。6巻オマケによると、店長の影響を受けて活動は沈静化。真木いわく「企業戦士の顔」となっていて、頭ではなく肩を叩くなど、店長の体調維持・回復に一役買っている。
桐原 雄八（きりはら ゆうはち）
八重子の曾祖父。戦時中に徴兵され、南方戦線で重傷を負って死にかけたが、モグラに鬼火をつけた果物を食べさせられ生き延びた。モグラに再会したときは97歳で認知症気味だったため思い出せなかったが、島を去るモグラに渡した手紙には霊が見えるようになったことと感謝の言葉を綴った。

## 用語
抽斗通り（ひきだしどおり）
モグラが居住する路地。昭和レトロな商店が並んでいるが、住人はモグラと浮雲、後から加わった銭のみ。普通の人間には見えないが、モグラによれば見ていないだけで気づけば見える。モグラ曰く「あの世にも置けない奴をしまっておく抽斗」。
カンテラ
モグラが持ち歩くカンテラ。細長いお札のような紙が貼られ、赤いロープがついている。
幽霊は魂の中にあの世に引かれる灯を持っており、そこから漏れたカス火を俗に鬼火という。カンテラにはカス火を貯める能力があり、モグラは多くのカス火を貯めればあの世に導く灯となると思っている。また幽霊や人に投げつける武器としても用いている。
モグラのルール
ルール1
モグラはあの世から出禁をくらっている=この世で生き続けなければならない。本人によれば自分の魂の中に持つ「灯」をお天道さんに剥奪されているため、幽霊になってもあの世に行けず迷うことになるという。
ルール2
カンテラには亡者の出す火の玉（魂のカス火）が貯められる。
ルール3
カンテラの灯は、貯まり切ればあの世へ導く「灯」になるが、一方で飲めば延命の作用がある。鬼火で怪我や病気を治したり若返（らせ）ることもできるが、身体年齢は30代に固定している。より若返れば元気な代わりに燃費が悪くなる。八重子の曾祖父や猫附家を始め、モグラは度々他者に使ってしまうため貯まり切るのが何時になるのか未定。
ルール4
肉体が生存不可能な状態まで破壊されると、一時的に御霊（みたま）の状態となり、神「オオカムヅミの弓」としての能力を発揮できるが時間制限があり、直近の死に立ての身体に宿って蘇生する。この場合、大抵老衰で亡くなった老人なので、若返るために「灯」を消費することでモグラの姿に戻る必要がある。

## 書誌情報
- 江口夏実 『出禁のモグラ』 講談社〈モーニングKC〉、既刊10巻（2025年7月22日現在）
  1. 2021年9月22日発行（同日発売[5][15]）、ISBN 978-4-06-523881-3
  2. 2022年3月23日発行（同日発売[16]）、ISBN 978-4-06-527152-0
  3. 2022年9月22日発行（同日発売[17][10]）、ISBN 978-4-06-529041-5
  4. 2023年3月23日発行（同日発売[18]）、ISBN 978-4-06-531123-3
  5. 2023年8月23日発行（同日発売[19]）、ISBN 978-4-06-532543-8
  6. 2024年1月23日発行（同日発売[20]）、ISBN 978-4-06-534354-8
  7. 2024年6月21日発行（同日発売[21][22]）、ISBN 978-4-06-535724-8
    - ポストカードブック付き特装版 同日発売[21][23]、ISBN 978-4-06-535945-7

  8. 2024年11月21日発行（同日発売[24]）、ISBN 978-4-06-537534-1
  9. 2025年4月23日発行（同日発売[25]）、ISBN 978-4-06-538978-2
    - 日めくりカレンダー付き特装版 同日発売[21][26]、ISBN 978-4-06-538980-5

  10. 2025年7月23日発行（同日発売[27]）、ISBN 978-4-06-540076-0
    - スペシャルボイスドラマCD付き特装版 同日発売[28]、ISBN 978-4-06-540102-6

## テレビアニメ
2025年7月よりTOKYO MXほかにて放送中。

### スタッフ
- 原作 - 江口夏実[4]
- 監督 - 石踊宏[4]
- シリーズ構成 - 藤田伸三[8]
- キャラクターデザイン - たなべようこ[4]
- クリーチャーデザイン・総作画監督 - 澁谷一彦[8]
- プロップデザイン - 與儀有美[8]
- 美術監督 - 森尾麻紀[8]
- 色彩設計 - 福田由布子[8]
- 撮影監督 - 関谷颯人[8]
- 編集 - 池田康隆[8]
- 音響監督 - 山田陽[8]
- 音響効果 - 鋤柄務
- 音響制作 - サウンドチーム・ドンファン[8]
- 音楽 - 長谷川智樹[4]
- 音楽制作 - エイベックス・ピクチャーズ[8]
- チーフプロデューサー - 松村一人、米澤明、黒須信彦、相坂正志、金子広孝、大和田智之
- プロデューサー - 伊藤紗希、加藤寛子、桑山ゆかり、塩谷尚史、柴田滋、山岡実菜、東真央
- アニメーションプロデューサー - 小沢十光
- アニメーション制作 - ブレインズ・ベース[4]
- 製作 - 「出禁のモグラ」製作委員会[8]

### 主題歌
「神頼み」
syudouによるオープニングテーマ。作詞・作曲はsyudou、編曲は木内友軌と花井諒。
「喧騒 feat. Aile The Shota」
椎乃味醂によるエンディングテーマ。作詞・作曲は椎乃味醂、編曲は椎乃味醂とAile The Shota。

### 各話リスト
| 話数  | サブタイトル             | 脚本     | 絵コンテ | 演出            | 作画監督                  | 総作画監督        | 初放送日      |
| ----- | ------------------------ | -------- | -------- | --------------- | ------------------------- | ----------------- | ------------- |
| 第1話 | 都内某所にて             | 藤田伸三 | 石踊宏   | 石踊宏          | 中村与史子                | 澁谷一彦          | 2025年 7月7日 |
| 第2話 | 幽霊＝人間               | 藤田伸三 | 石踊宏   | 菱川直樹        | しんぼたくろう 関田有紀子 | 澁谷一彦          | 7月14日       |
| 第3話 | 揃った人材               | 藤田伸三 | 石踊宏   | 尾上皓紀 石踊宏 | 中村与史子 青柳重美       | 澁谷一彦          | 7月21日       |
| 第4話 | 狂犬とレッサーパンダの怪 | 藤田伸三 | 菱川直樹 | 菱川直樹        | しんぼたくろう 関田有紀子 | 澁谷一彦 本橋秀之 | 7月28日       |
| 第5話 | 引き金                   | 藤田伸三 | 大畑晃一 | 小針翔吏 石踊宏 | 大野薫野                  | 相坂ナオキ        | 8月4日        |
| 第6話 | 兄弟と姉妹と             | 藤田伸三 | 澁谷一彦 | 石踊宏          | 中村与史子 尾島ちづる     | -                 | 8月11日       |
| 第7話 | 結果しか見えない罠       | 藤田伸三 | 大畑晃一 | 菱川直樹        | しんぼたくろう 関田有紀子 | 本橋秀之          | 8月18日       |

### 放送局
| 放送期間       | 放送時間                     | 放送局     | 対象地域 | 備考                             |
| -------------- | ---------------------------- | ---------- | -------- | -------------------------------- |
| 2025年7月7日 - | 月曜 22:00 - 22:30           | TOKYO MX   | 東京都   | 製作参加                         |
| 2025年7月8日 - | 火曜 0:00 - 0:30（月曜深夜） | BS11       | 日本全域 | 製作参加 / BS放送 / 『ANIME+』枠 |
|                | 火曜 0:30 - 1:00（月曜深夜） | サンテレビ | 兵庫県   |                                  |

| 配信開始日    | 配信時間             | 配信サイト | 備考           |
| ------------- | -------------------- | --- | -------------- |
| 2025年7月6日  | 日曜 22:00 更新      | Prime Video | 地上波先行配信 |
| 2025年7月10日 | 木曜 22:00 更新      | アニメタイムズ Lemino Hulu dアニメストア U-NEXT アニメ放題 Disney+ DMM TV AnimeFesta ABEMA バンダイチャンネル FOD J:COM STREAM TELASA milplus ニコニコチャンネル ニコニコ生放送 | 見放題配信     |
|               |                      | Rakuten TV ニコニコチャンネル HAPPY!動画 J:COM STREAM TELASA milplus MOVIE FULL+                                                                                                | レンタル配信   |
| 未発表        | 最終話放送後順次更新 | カンテレドーガ music.jp ビデオマーケット MOVIE FULL+ Netflix |                |

### BD
| 巻 | 発売日           | 収録話         | 規格品番     |
| -- | ---------------- | -------------- | ------------ |
| 1  | 2026年3月4日予定 | 第1話 - 第6話  | EYXA-14862/B |
| 2  | 2026年4月8日予定 | 第7話 - 第12話 | EYXA-14864   |

### ラジオ
『出禁のモグラジオ』のタイトルで、2025年7月6日から文化放送にて放送中。パーソナリティは大河元気と藤井ゆきよ。
ゲスト
- 第1回（2025年7月6日） - 中村悠一[32]
- 第2回（2025年8月3日） - マフィア梶田[33]
- 第3回（2025年8月17日） - 村瀬歩、武内駿輔[34]